# Eugalta yunnanensis
Eugalta yunnanensis là một loài tò vò trong họ Ichneumonidae.